# Gama (Brasile)
Gama è una regione amministrativa del Distretto Federale brasiliano.

## Storia
Nell'agosto del 1746, il bandeirante Antônio Bueno de Azevedo lasciò Paracatu, nel Minas Gerais, conducendo una grande truppa verso nord-ovest. Dopo aver attraversato pianure, fiumi, sentieri e torrenti, arrivò, il 13 dicembre, in un ruscello nelle cui sabbie scoprì l'oro. Decise di fondare un villaggio chiamato Santa Luzia, in onore del santo del giorno. Il torrente divenne noto come Rio Vermelho, poiché le sue acque erano sempre fangose a causa del lavaggio dell'oro. Il villaggio di Santa Luzia oggi è l'attuale città di Luziânia, nel Goiás.
All'inizio del 1747, il primo sacerdote arrivò a Santa Luzia, su richiesta dello stesso Bueno: padre Luís da Gama Mendonça. Si suppone che, in omaggio al sacerdote, il nome "Gama" sia stato dato all'altopiano e al torrente. Le terre che attualmente costituiscono la regione amministrativa di Gama, appartenevano alle fazendas di Ipê, Alagado da Suzana, Ponte Alta e Gama.
Con il trasferimento della capitale dal Brasile nell'entroterra del paese, le terre di queste quattro fazendas sono state espropriate dal governo del Goiás, nel periodo dal 1956 al 1958, sotto la responsabilità della Comissão Goiana de Cooperação per la Mudança da Capital do Brasil, avendo, per presidente, Altamiro de Moura Pacheco.
La sede della Fazenda Gama era vicino al luogo in cui attualmente si trova il Catetinho (la prima residenza ufficiale di Juscelino Kubitschek), ma la città venne fondata a otto chilometri da questo punto di riferimento. L'allora presidente della Repubblica Juscelino Kubitschek visitò la Fazenda Gama il 2 ottobre 1956, in occasione della sua prima visita nella regione in cui sarebbe stata costruita la futura capitale federale.
La regione amministrativa, come le altre del Distretto Federale (ad eccezione del Plano Piloto), è stata creata per ospitare persone che vivono in invasioni o centri temporanei di popolazione, una soluzione trovata per proteggere l'eccedenza di popolazione a causa della costruzione di Brasilia, le cosiddette "città satellite", secondo la legge numero 3751 del 13 aprile 1960.
L'architetto Paulo Hungria, nel maggio 1960, sviluppò il piano urbano della città, sotto forma di alveare, dividendolo in cinque settori: Norte, Sul, Leste, Oeste e Central. Il Setor Central (per le attività di mercato) non è stato dettagliato in base alle esigenze future. Tuttavia, l'ingegnere José Maciel de Paiva, per ordine dell'allora sindaco, Israel Pinheiro (ex presidente della Novacap), installò un nucleo pionieristico e promosse le prime spedizioni, a partire dal settembre 1960. Fu assistito dall'ingegnere José Carlos Godoy, dal procuratore Agnelo Dias Correia (che insieme alla moglie sono considerati i pionieri della città), dal maestro artigiano Joaquim Santana, tra gli altri. L'allora città satellite fu fondata il 12 ottobre del 1960. L'insediamento iniziale è stato effettuato con la rimozione di 30 famiglie che vivevano nel Barragem di Paranoá nel 1960. Successivamente la città ha ricevuto una grande parte dei residenti di Vila Amaury e Vila Planalto. Nel 1970 furono trasferiti gli abitanti del Setor de Indústria di Taguatinga.